# Amomum bilabiatum
Amomum bilabiatum là một loài thực vật có hoa trong họ Gừng. Loài này được Shoko Sakai và Hidetoshi Nagamasu mô tả khoa học đầu tiên năm 1998.

## Phân bố
Loài này có ở Lambir Hills, Sarawak trên đảo Borneo, phần thuộc Malaysia.